# Amazon SageMaker
Amazon SageMaker ist eine Everything-as-a-Service-Cloud-Maschinenlernplattform von Amazon Web Services, die im November 2017 auf den Markt kam. SageMaker ermöglicht es Entwicklern, Maschinenlern-Modelle (ML) in der Cloud zu erstellen, zu trainieren und einzusetzen. SageMaker ermöglicht es Entwicklern auch, ML-Modelle auf Embedded-Systemen und Edge-Geräten einzusetzen.

## Leistung
SageMaker ermöglicht es Entwicklern, beim Training und der Bereitstellung von Modellen für maschinelles Lernen auf verschiedenen Abstraktionsebenen zu arbeiten. Auf der höchsten Abstraktionsebene bietet SageMaker vortrainierte ML-Modelle, die so, wie sie sind, eingesetzt werden können. Darüber hinaus bietet SageMaker eine Reihe von integrierten ML-Algorithmen, die Entwickler auf ihren eigenen Daten trainieren können.
Darüber hinaus bietet SageMaker verwaltete Instanzen von TensorFlow und Apache MXNet, in denen Entwickler ihre eigenen ML-Algorithmen von Grund auf neu erstellen können – unabhängig davon, welche Abstraktionsebene verwendet wird, kann ein Entwickler seine SageMaker-fähigen ML-Modelle mit anderen AWS-Diensten verbinden, wie z. B. der Amazon-DynamoDB-Datenbank für die strukturierte Datenspeicherung, AWS Batch für die Offline-Batchverarbeitung, oder Amazon Kinesis für die Echtzeitverarbeitung.